# ديفيد كونراد
ديفيد كونراد (بالإنجليزية: David Conrad)‏ مواليد 17 أغسطس 1967 في بيتسبرغ، هو ممثل أمريكي بدأ مسيرته الفنية سنة 1994.

## الأعمال

### أفلام
- رجال الشرف (2000)
- متطفلي العرس (2005)

### مسلسلات
- روزويل (2000) (بدور: دانييل بيرس)
- بوسطن العامة (2003) (بدور: ديف فيلدز)
- إل ايه سري للغاية (2003)
- هاوس (2005) (بدور: مارتي هاميلتون)
- شبح هامس (2005)
- سي إس آي: ميامي (2010) (بدور: غاري تشابمان)
- ذا غود وايف (2011)
- عملاء شيلد (2013) (بدور: إيان كوين)
- القانون والنظام: الوحدة الخاصة للضحايا (2013)
- كاسل (2015) (بدور: فرانك كيلي)

## روابط خارجية
- ديفيد كونراد على موقع IMDb (الإنجليزية)
- ديفيد كونراد على موقع روتن توميتوز (الإنجليزية)
- ديفيد كونراد على موقع أول موفي (الإنجليزية)
- ديفيد كونراد على موقع قاعدة بيانات برودواي على الإنترنت (الإنجليزية)
- ديفيد كونراد على موقع قاعدة بيانات الأفلام السويدية (السويدية)
- ديفيد كونراد على موقع إن إن دي بي (الإنجليزية)
- ديفيد كونراد على موقع قاعدة بيانات الفيلم (الإنجليزية)